# راقودة
راقودة أو راكوتيس (مصطلح مصري، يوناني Ῥακῶτις ؛ يُكتب أيضًا باللاتينية باسم Rhakotis) وهو اسم مدينة على الساحل الشمالي لدولة مصر تحديداً في الإسكندرية. القدماء من العصر اليوناني الروماني أطلقوا عليها اسم راكوتيس قبل وصول الإسكندر الأكبر الذي أطلق عليها اسم الإسكندرية.
كانت راقودة التي تدعى بـ Rhacotis تقع غرب الفرع الكانوبي لنهر النيل، أما بالنسبة للموانئ التي داخل دلتا النيل، كان الوصول إليها حتمياً من قبل السفن الكبيرة وبالإضافة إلى أنه يمكن توفير المياه الكافية للمدينة عن طريق القناة وكما أنها توصف بموطن الحراس الذين حموا المملكة المصرية من الغرباء.

## علم أصول الكلمات
جذر اسم qd يعني «بناء». يمكن استخدام الحرف الأول r-ꜥ كإشتقاق يشكل أسماء للفعل من المصدر الأصلي، لذا فإن التفسير المحتمل للاسم ككل هو «موقع البناء» أو «الإنشاء قيد التقدم». يجادل العالم ميشيل شافو من المدرسة العملية للدراسات العليا بأن راقودة Rhakotis يمكن أن يكون اسم مصري بسبب موقع الإسكندرية. بينما يوضح جون باينز أن أسلوب الاسم وسياقه اللغوي يشير إلى أن الاسم أقدم من ذلك الوقت.

## الأوصاف الكلاسيكية
من المحتمل أن أصل المدينة تضمن جزيرة فاروس بالإضافة إلى المرفأ المذكور في أوديسة هوميروس بمسمى مملكة بروتيوس. كما ذكر بلوتارخ أن هذه الإشارة أثرت في قرار الإسكندر بتأسيس عاصمة جديدة في ميناء فاروس.
يشير أقدم نص من الإسكندرية، وهو عبارة عن لوحة هيروغليفية «مرزبانية» من شهر ثوت في عام 311 ما قبل الميلاد، إلى R-qd على أنه الاسم القديم لهذه المدينة.
عندما وصف سترابو الإسكندرية وصف قرية راكوتيس بأنها موطن الحراس المصريين الذين يحرسون النيل. كما يوضح بليني الأكبر Rhacotes كاسم سابق لموقع الإسكندرية.
دينوكراتس مهندس معماري يوناني متمرس خطط الإسكندرية بالإضافة إلى أنه مخطط مدينة رودس وقد صمم المدينة على غرار الطراز المعماري الهلنستي المشهور في العالم اليوناني في ذلك الوقت. أصبحت قرية راقودة Rhacotis الصغيرة الموجودة ومن ثم ميناء الصيد وتلاها الحي المصري من المدينة وكما أنها تقع على الجانب الغربي. ربما استمر المصريون في الإشارة إلى المدينة بأكملها باسم راقودة Rhakotis ولكنهم في بعض الأحيان يستاءون منها.
يروي تاسيتوس قصة الكهنة المصريين وأولهم بطليموس الذي تلقى تعليمات للحصول على تمثال معين من معبد «المشتري الجهنمي» (بلوتو) في بونتوس (على الساحل الشمالي لتركيا الحديثة، على طول البحر الأسود) والذي كان يطلب البركة لبناء الإسكندرية حيث قاموا أولاً بزيارة أوراكل بيثيا في دلفي وقد أكدوا أنهم سينزعون التمثال لكنه ليس التمثال الخاص برفيقته الأنثى (بروسيربينا). عندما وصلوا إلى الملك Scydrothemis ووجدوه في سينوب متردد مع جزء من التمثال وبعد ذلك يغادر الإله المعبد بإرادته وينقل الحفلة مرة أخرى إلى الإسكندرية حيث تم إنشاء معبد جديد في راقودة - الموقع التاريخي لمعبد لسيرابيس وإيزيس.

## علم الآثار
كشفت الآثار البحرية في ميناء الإسكندرية عن تفاصيل راقودة Rhakotis قبل وصول الإسكندر. عثر المهندس الفرنسي جاستون جونديت على مرفق ميناء قديم متطور غرب فاروس في عام 1916، أثناء الاستعداد لتحضير بناء ميناء جديد وكما أكمل كمال أبو السعادات مشوار بحثه في الستينيات من القرن الماضي من خلال حملة رائدة في علم الآثار تحت سطح البحر، والتي عثرت على العديد من الآثار وقطعة تمثال يبلغ وزنها 25 طناً ومن ثم بدأت حملة أخرى في التسعينيات تحت إشراف فرانك جوديو، حيث عُثر على العديد من القطع الأثرية حيث أزال البطالمة بعضاً منها من هليوبوليس. ومن الاثآر التي وجدت بتلك الحملة: اثني عشر تمثالًا لأبي الهول 
تم انتشال أعمدة وألواح خشبية مؤرخة كيميائيا وطبقية يعود تاريخها إلى 400 سنة قبل الميلاد وبعض من قطع الفخار التي يعود تاريخها إلى 1000 سنة قبل الميلاد من ميناء الإسكندرية الشرقي.
أُكتُشفت مستويات عالية من الرصاص في الألفية الثالثة قبل الميلاد من خلال التحليل الكيميائي الأخير للقطع الأثرية الموجودة في الميناء حيث بلغت ذروتها في مطلع القرن الثالث والعشرين قبل الميلاد (المملكة القديمة) ومرة أخرى في مطلع الألفية الأولى قبل الميلاد (العشيرتان التاسعة عشر والعشرون.)، وأيضاً بعد غزو الإسكندر في العصر الهيليني. تم اقتراح شبكة تجارة واسعة يتضمنها واردات المعادن من قبرص وتركيا.
قد تقع بعض من بقايا راقودة Rhacotis أو جميعها تحت مدينة الإسكندرية الحديثة ذات الكثافة السكانية العالية، وبالتالي أصبحت بعيدة عن علماء الآثار وحتى الآن لم تكتشف أي بقايا مدينة قديمة في حي الإسكندرية تحمل نفس الاسم.

## الدلالة
تظل أهمية راقودة Rhacotis موضع نقاش إذ أنها لم تكن أكثر من ساحة بناء وكما أنها جزءًا غير مهم من الحضارة المصرية قبل وصول الغزاة اليونانيين.

### فهرس
- زاهي حواس، ed. (2003). Egyptology at the Dawn of the Twenty-first Century: Proceedings of the Eighth International Congress of Egyptologists, Cairo, 2000. Volume 2: History, Religion. American University in Cairo Press. (ردمك 977 424 714 0).

## روابط خارجية
- "Certificates of Unloading of River Boats in Alexandria" (Ryl. 4 576), 246–221 BC: "[...] Clearchus, supercargo and guard, which we discharged at the Serapeum in Rhacotis."
- Details on the archaïc port with a pdf of Gaston Jondet's report, 1916